# Enyaliopsis jennae
Enyaliopsis jennae är en insektsart som beskrevs av Glenn Jr. 1991. Enyaliopsis jennae ingår i släktet Enyaliopsis och familjen vårtbitare. Inga underarter finns listade i Catalogue of Life.